# Скривеле, Мара
Мара Скривеле латыш. Māra Skrīvele, 5 февраля 1935 года, , Латвийская ССР) — советский и латвийский селекционер. Доктор сельскохозяйственных наук. Председатель правления Латвийской ассоциации садоводов. Автор более 240 научных и научно-популярных трудов. Соавтор не зарегистрированных сортов яблок 'Iedzēnu', 'Alro', 'Forele', Stars', 'Sarma' и груш Kursa', зарегистрированных 'Ilga' (ABE1), ‘Atmoda’ , ‘Magone’ и груш 'Lāse. окончила Педагогический институт и Латвийский университет. Лауреат конкурса «Sējējs» (1996). 
Награждена:
- орденом Трех Звезд 5 степени,
- Награда Кабинета министров Латвийской Республики.